# Alexa Wilding

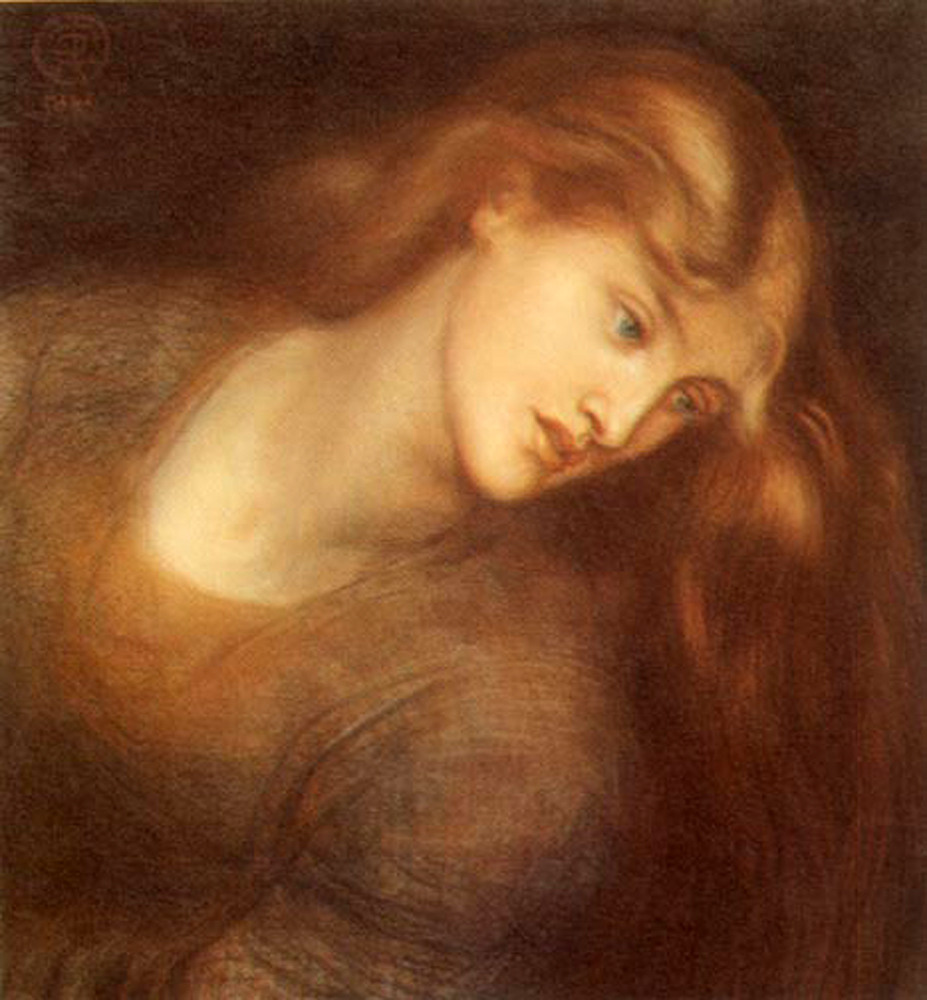
Alexa Wilding als Medusa (1867)

Alexa Wilding, eigenlijk Alice Wilding (Surrey, ca. 1845 - Londen, 25 april 1884) was een model van de prerafaëlitische Britse kunstschilder Dante Gabriel Rossetti.

## Leven
Alexa Wilding werd geboren als dochter van een pianobouwer. In 1861 woonde ze volgens de burgerlijke stand van Londen samen met haar grootmoeder en twee ooms. Op het moment dat ze Dante Gabriël Rossetti ontmoette was ze kleermaakster met ambities om actrice te worden. Rossetti zag haar voor het eerst in 1865 in The Strand te Londen en was direct onder de indruk van haar schoonheid. Hij sprak haar aan en ze kwamen overeen dat ze de volgende dag voor hem zou poseren. Ze kwam echter niet opdagen, wellicht door de twijfelachtige reputatie die modellen toentertijd wel hadden. Toen Rossetti haar enkele weken later vanuit een rijtuig opnieuw op straat zag lopen sprong hij uit de wagen en overreedde haar alsnog om voor hem model te komen staan. Vanaf die tijd tot aan Rossetti's dood in 1882 zou ze exclusief voor hem blijven poseren op basis van een wekelijkse gage.
Rossetti's assistent Henry Treffry Dunn schreef later dat Rossetti in Wildings elegante en verfijnde gezichtsexpressie precies vond wat hij in een model zocht: "rossig haar, een lange hals, het strak vormgegeven gezicht met de gebogen lippen, rustige, zachte, bijna mystieke trekken, ogenschijnlijk koel maar met een voelbare passie van binnen". Hij bleek na hun kennismaking duidelijk meer gecharmeerd van Wilding dan van zijn toenmalige, meer voluptueuze model Fanny Cornforth, mede getuige het feit dat hij het gezicht van zijn Lady Lilith uit 1864, waarvoor Cornforth poseerde, twee jaar later overschilderde met Wildings gelaatstrekken. Opvallend is verder dat Rossetti Wilding ook diverse malen schilderde in poses gelijk eerder zijn overleden vrouw Elizabeth Siddal innam als zijn model. Ook lijkt Rossetti regelmatig Siddals ogen te hebben geschilderd in Wildings gelaat, onder meer in The Blessed Damozel (1975–78).
Over Alexa Wildings leven is in vergelijking met Rossetti's muzen Elizabeth Siddal, Jane Morris en Fanny Cornforth weinig bekend en geschreven, wellicht omdat ze klaarblijkelijk geen seksuele of liefdesrelatie met elkaar hadden. Niettemin portretteerde hij haar vaker dan enig ander model. Uit het feit dat Wilding na Rossetti's dood regelmatig zijn graf in Birchington-on-Sea bleef bezoeken mag overigens blijken dat er wel degelijk sprake was van een hechte band tussen beiden.
Wilding trouwde nooit, maar volgens de burgerlijke stand woonde ze in 1881 in Kensington met twee jonge kinderen, Charles en Nellie. Waarschijnlijk waren dit weeskinderen van een overleden oom en zijn vrouw, maar helemaal zeker is dat nooit vastgesteld. Wilding stond in hetzelfde document genoemd als pensionhoudster. In 1884 overleed ze aan buikvliesontsteking nadat een jaar eerder al een tumor in haar milt was gediagnosticeerd. Ze werd begraven op Brompton Cemetery.

## Galerij

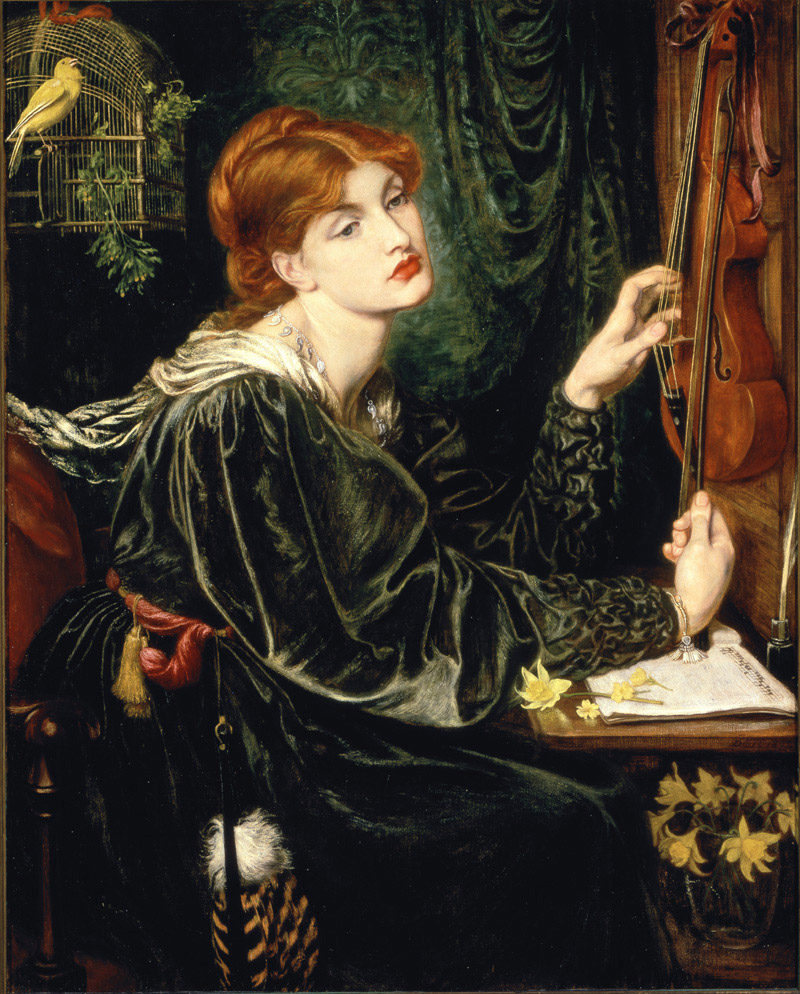
Veronica Veronese, 1872
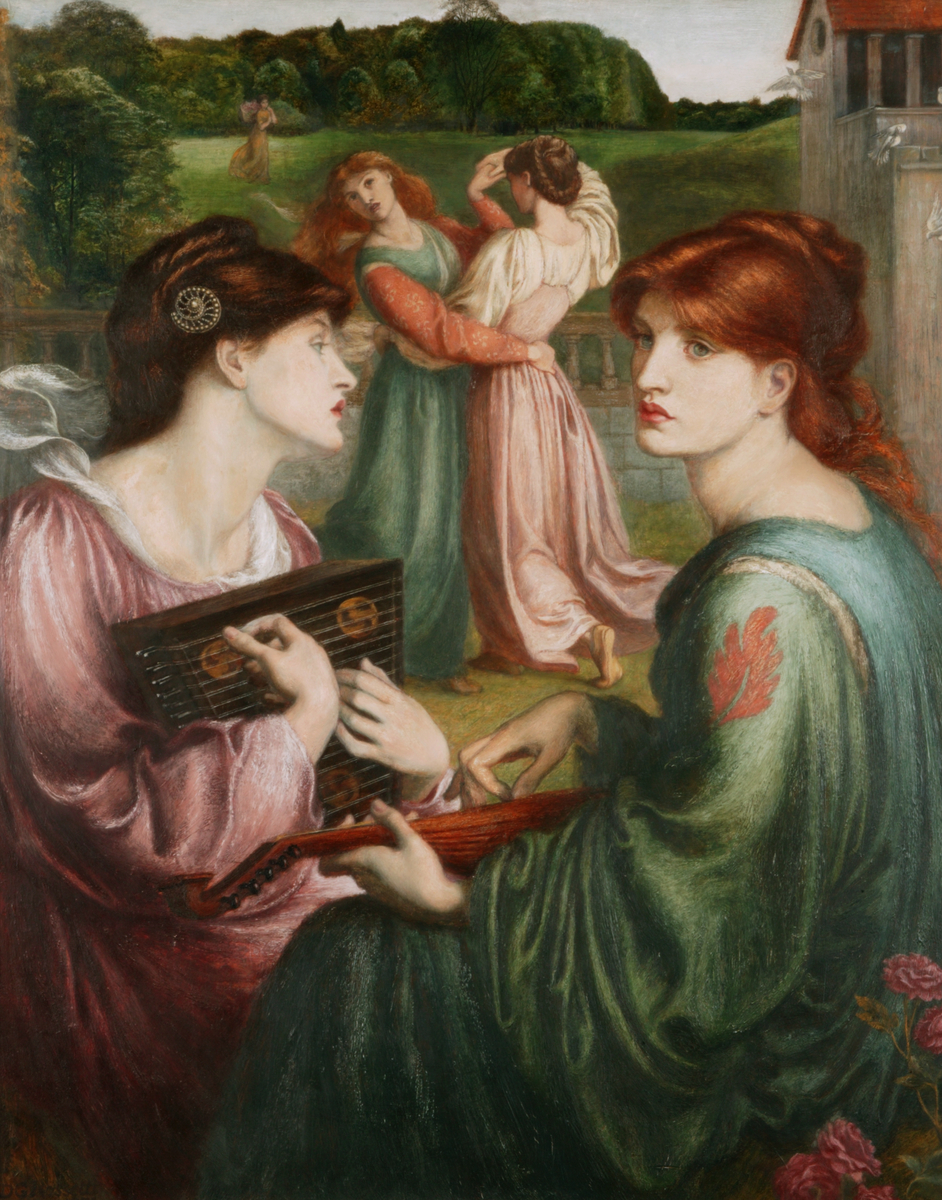
The Bower Meadow, Wilding (rechts) met Marie Spartali Stillman (links)
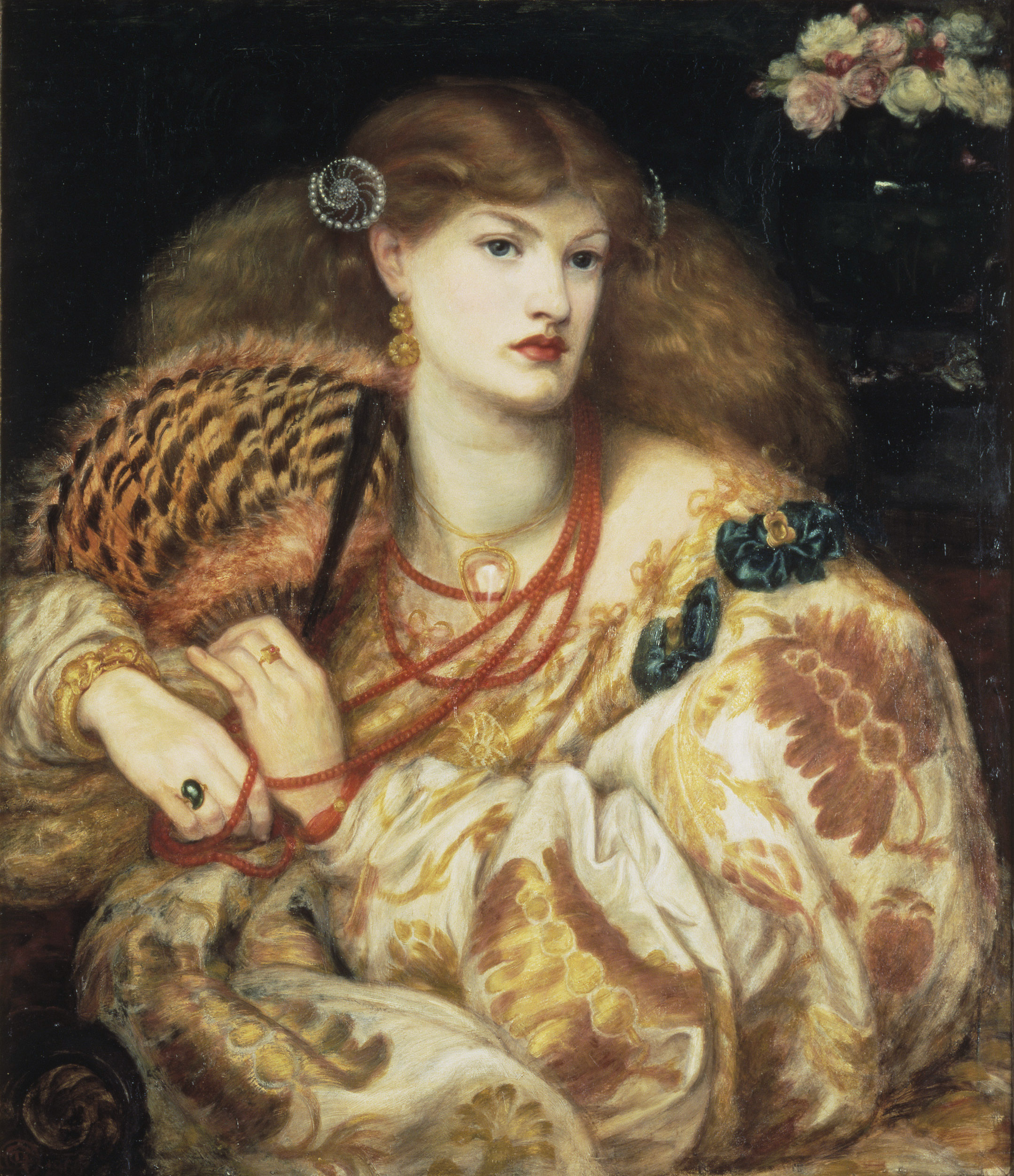
Monna Vanna
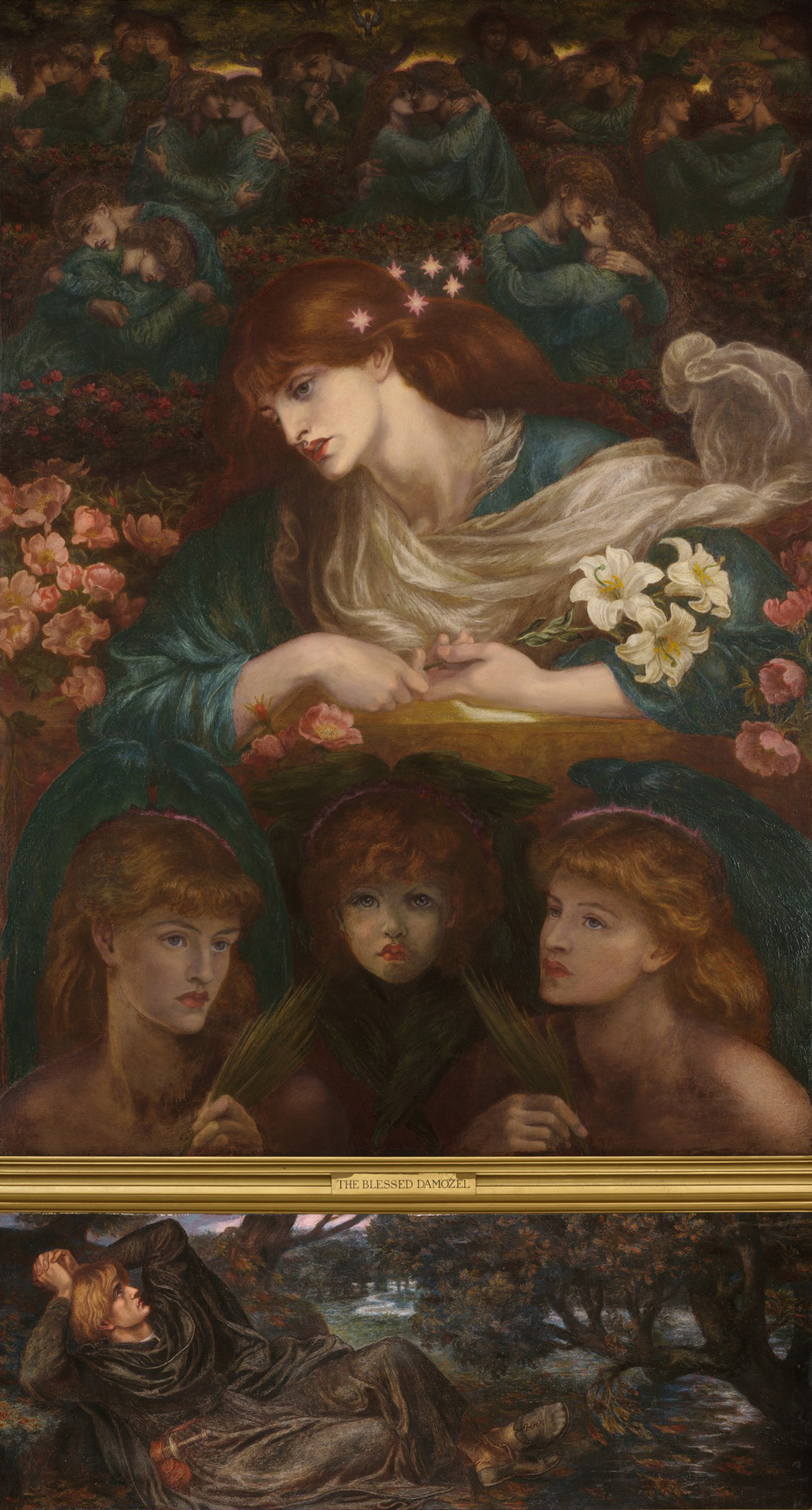
The Blessed Damozel
Lady Lilith, model Fanny Cornforth, gezicht van Wilding